# الاتصالات في الأردن
الاتصالات في الأردن يمتلك الأردن بنية تحتية للاتصالات على درجة عالية من التطور. قطاع الاتصالات في الأردن ينمو بوتيرة سريعة جدا، ويتم تحديث بنيته التحتية باستمرار وتوسيع نطاقه. قطاع الاتصالات في الأردن لا يزال الأكثر تنافسية في الشرق الأوسط. الاتصالات في الأردن تدخل في وسائل إعلام كثيرة. تشمل الهاتف والإذاعة والتلفزيون، والإنترنت. منذ العام 2002، يحتل قطاع الاتصالات الأردني واحدة من المراتب الثلاث العليا للاستثمار الخارجي المباشر. تضاعف حجم العوائد للاتصالات، وتكنولوجيا المعلومات خلال خمس سنوات من 450 مليون دولار في العام 2000 إلى مليار دولار في العام 2005، 

## تاريخ
تطور قطاع الاتصالات في الأردن خلال الفترة 1921 – 1971, كانت البداية عندما تم إنشاء في العام 1921 دائرة البرق والبريد والتي تولت تقديم خدمات التلغراف والبريد لإمارة شرق الأردن. وفي العام 1930 قامت شركة الاتصالات البريطانية (شركة الكيبل والاتصالات اللاسلكية) بمساعدة دائرة البرق والبريد في تطوير خدمات الاتصالات والروابط الدولية. وقد استمر التعاون مع شركة الكيبل والاتصالات اللاسلكية لما يقرب أربعة عقود. في 1951, تم إنشاء وزارة متخصصة للمواصلات في العام 1961, كرست جهودها لتحسين وتوسيع خدمات الاتصالات الهاتفية والبرقية بما يتلاءم وحاجات البلاد حيث أصبحت مسئولة بشكل كامل ومباشر عن كافة الاتصالات الوطنية داخل المملكة. وتم تشغيل أول مقسم آلي في عمان بسعة تقريبية وصلت إلى 5000 خط. وجرى عام 1966إنهاء التعاون مع شركة الاتصالات البريطانية (شركة الكيبل والاتصالات اللاسلكية)، وأوكلت المسؤوليات إلى وزارة المواصلات. عام 1971تم إنشاء مؤسسة المواصلات السلكية واللاسلكية والتي تملكها الحكومة حيث تولت تأمين الاتصالات السلكية واللاسلكية الأرضية منها والفضائية للبلاد وتنظيمها.

### 1973-1985
تمت توسعة شبكة الاتصالات الأردنية بشكل ملحوظ مع انتعاش أسعار النفط وازدياد التحويل النقدي من المغتربين، وبذلك ازدهر الاقتصاد الأردني وازداد حجم الإنفاق العام من جانب الحكومة على الشبكات.

### 1999-1988
في العام 1988 تم منح رخصة للشركة الأردنية للنداء الآلي لتقديم خدمة النداء الآلي، وتم تغيير اسم وزارة المواصلات إلى وزارة البريد والاتصالات في عام 1992. وفي عام 1993 تم السماح للقطاع الخاص بالاستثمار في مشاريع الاتصالات، وتم وضع برنامج وطني لزيادة نسبة انتشار الخدمات الهاتفية من 7.8 إلى 12 خط لكل 100مواطن.
منحت في تشرين أول 1994 أول رخصة لتشغيل خدمة الهواتف المتنقلة العامة للشركة الأردنية لخدمات الهواتف المتنقلة/فاست لينك. وإنشاء هيئة تنظيم قطاع الاتصالات، عندما تم إقرار قانون الاتصالات رقم 13, عام 1995. وشهد عام 1997 تحويل مؤسسة الاتصالات السلكية واللاسلكية إلى شركة تملكها الحكومة بالكامل وتم تسجيلها في سجل الشركات تحت اسم "شركة الاتصالات الأردنية” كخطوة أولى نحو خصخصة الشركة. ومنحت شركة البتراء الأردنية للاتصالات المتنقلة/موبايلكم في العام 1999, رخصة لتقديم خدمة الهواتف المتنقلة في المملكة.

### 2004-2000
في الالفية الجديدة أصبح الأردن عضواً كامل العضوية في منظمة التجارة العالمية، وقد قدم الأردن التزاماته فيما يتعلق بقطاع الاتصالات ضمن العروض التي قدمت للانضمام إلى المنظمة والتي تضمنت تحرير قطاع الاتصالات بالكامل بنهاية عام 2004. وتم بيع 40% من حصص شركـة الاتصـالات الأردنية إلى البنـك العربـي وفرانس تيليكوم و8% لصالح مؤسسة الضمان الاجتماعي و1% لموظفي شركة الاتصالات الأردنية.
عام 2002 تم تعديل قانون الاتصالات رقم 13 لسنة 1995 بموجب القانون المعدل لقانون الاتصالات المؤقت رقم 8 لسنة 2002 والذي تم بموجبه تغيير اسم وزارة البريد والمواصلات إلى «وزارة الاتصالات وتكنولوجيا المعلومات» والتأكيد على استقلالية هيئة تنظيم قطاع الاتصالات كما أناط بالهيئة مهام تنظيم خدمات الاتصالات وتكنولوجيا المعلومات في المملكة. وفي تشرين الأول من عام 2002 تم بيع ما نسبته 10.49% من أسهم شركة الاتصالات الأردنية في اكتتاب عام.
وحدث في عام صدور وثيقة السياسة العامة للحكومة في قطاعي الاتصالات وتكنولوجيا المعلومات وقطاع البريد، وذلك ضمن سعي الحكومة لتنفيذ التزاماتها تجاه منظمة التجارة العالمية في تحرير قطاع الاتصالات، والتي أكدت على عزم الحكومة تحرير القطاع الفرعي للاتصالات الثابتة مع نهاية عام 2004 وإنهاء الاحتكار الثنائي لشركتي الهواتف المتنقلة في بداية عام 2004. وتم منح أول رخصة لتقديم خدمات الراديو المتنقل لشركة الجيل الجديد/اكسبرس، وفي أواخر 2003 قامت الهيئة بنشر برنامجها لإصدار رخصة إضافية لمشغل جديد في قطاع الاتصالات المتنقلة في المملكة تطبيقا للسياسة العامة للحكومة في قطاعي الاتصالات وتكنولوجيا المعلومات وقطاع البريد.
شهد حزيران 2004 قيام الهيئة بنشر وثيقة للاستشارة العامة حول برنامج التراخيص المستقبلي لقطاع الاتصالات الثابتة بعد تحرير القطاع في نهاية العام 2004. وجرى في آب 2004 منح رخصة لشركة أمنية للهواتف المتنقلة لتقديم خدمات الاتصالات المتنقلة. اما تشرين أول 2004 ففيه تم إصدار «برنامج الترخيص الإضافي تطبيقا لوثيقة السياسة العامة للحكومة في قطاعي الاتصالات وتكنولوجيا المعلومات وقطاع البريد» حيث عرض البرنامج أنواع الرخص التي ستمنح للراغبين بالاستثمار وتقسم إلى قسمين: رخص فردية ورخص فئوية.

### 2009-2005
بداية 2005 تم تطبيق آخر مراحل خطة الترقيم الوطنية فيما يتعلق بالجزء المختص بالاتصالات المتنقلة، وذلك بإضافة خانة جديدة (ثامنة) وتوحيد رمز الاتصالات المتنقلة بالرقم (07). إضافة إلى إنهاء احتكارية شركة الاتصالات الأردنية في تقديم خدمات الاتصالات الثابتة وفتح سوق الاتصالات الثابتة بالكامل. وفي أيار 2005 تم منح أول رخصة اتصالات فردية عامة للشركة البحرينية الأردنية للتقنية والاتصالات/بتلكو – الأردن لتقديم خدمات الاتصالات الثابتة. : تم انتقال كل من شركة فاست لينك وشركة أمنية وشركة اكسبرس إلى الإطار المتكامل للترخيص والتنظيم. جرى في حزيران 2006 إصدار الحكومة قرار ببيع حصتها البالغة 41.5% من أسهم شركة الاتصالات الأردنية. حيث تم بيع الأسهم إلى فرانس تيليكوم وبعض الجهات المحلية والإقليمية وتم طرح باقي الأسهم للاكتتاب في سوق عمان المالي إلا أن عملية البيع لم تنجح بالكامل وبذلك بقيت الحكومة تمتلك ما نسبته 11.6% من أسهم الشركة. وفي نفس العام أقرت الهيئة وثائق عطاء رخص استخدام ترددات الطيف الراديوي في مجال خدمات النفاذ اللاسلكي الثابت بالحزم العريضة (FBWA Fixed Broadband Wireless Access –) وذلك استناداً إلى قرار مجلس الوزراء بتاريخ 12/9/2006، المتضمن الموافقة على إتباع «أسلوب طرح العطاءات العامة» لمنح رخص الاستخدام للطيف الراديوي في مجال خدمات النفاذ اللاسلكي الثابت بالحزم العريضة والذي تم لاحقا بموجبه منح خمسة رخص استخدام ترددات إلى شركات لتقديم هذا النوع من الخدمات.
في أيار 2007 قرر مجلس الوزراء بتاريخ 29/5/2007 الموافقة على وثيقة السياسة العامة للحكومة لعام 2007 في قطاعات الاتصالات وتكنولوجيا المعلومات والبريد. وفي حزيران 2007 تم الانتهاء من نقل المرخصين غير الفئويين إلى الإطار المتكامل للترخيص والتنظيم بانتقال كل من شركة الاتصالات الأردنية وشركة موبايلكم. أما في كانون الثاني 2008 أتمت الحكومة بيع كامل حصتها في شركة الاتصالات الأردنية بحيث أصبحت فرانس تيليكوم تمتلك 51% من أسهم الشركة، إضافة إلى حصص موزعة ما بين المؤسسة العامة للضمان الاجتماعي، وشركة نور للاستثمار المالي، والقوات المسلحة والأجهزة الأمنية، وتبقى 7% من الأسهم للتداول في سوق عمان المالي. في حزيران 2008: قامت الهيئة بالإعلان عن نيتها لإدخال خدمات الجيل الثالث في الأردن. ومنتصف آب 2009 تم منح شركة أورانج الخلوي رخصة لتقديم خدمات الجيل الثالث في المملكة.

## الأنترنت
قدرت وزارة الاتصالات وتكنولوجيا المعلومات في الأردن أن نسبة انتشار استخدامات الإنترنت في المملكة قد ارتفعت إلى حوالي 40 % من عدد السكان بنهاية عام 2010، متوقعة الوصول إلى نسبة 50 % نهاية العام الحالي 2011، العوامل المترابطة ستسهم في زيادة استخدام الإنترنت في المملكة العام الحالي والسنوات القليلة المقبلة وفي جميع محافظات المملكة، منها المنافسة التي ستدخل على خدمات الجيل الثالث والتي ستضيف مفهوماً جديداً لاستخدام الإنترنت بدخول المستخدم إلى الشبكة العالمية عبر الهاتف الخلوي أو ما يسمى بـ«الموبايل برود باند».